# Västergötland tartomány
Västergötland ([ˈvɛsːtərˈjøːtland]) kiejtéseⓘ Svédország egyik történelmi tartománya Götalandban. Szomszédai: Bohuslän, Dalsland, Värmland, Östergötland, Småland és Halland tartományok, valamint a Kattegatt, a Vänern és Vättern tavak.

## Megye
1999-ben Skaraborg, Älvsborg valamint Göteborg és Bohus megyéket a mai Västra Götaland megyébe olvasztották bele. A tartomány az új megye területén fekszik, kivéve Habo és Mullsjö járásokat, amelyek most Jönköping megyében vannak.

## Történelem
Västergötland városai (a városjog elnyerésének éve)
- Alingsås (1619)
- Borås (1622)
- Falköping (kb. 1200)
- Göteborg (1621)
- Hjo (kb. 1400)
- Lidköping (1446)
- Mariestad (1583)
- Mölndal (1922)
- Skara (kb. 988)
- Skövde (kb. 1400)
- Tidaholm (1910)
- Trollhättan (1916)
- Ulricehamn (akb. 1400)
- Vänersborg (1644)

## Földrajz

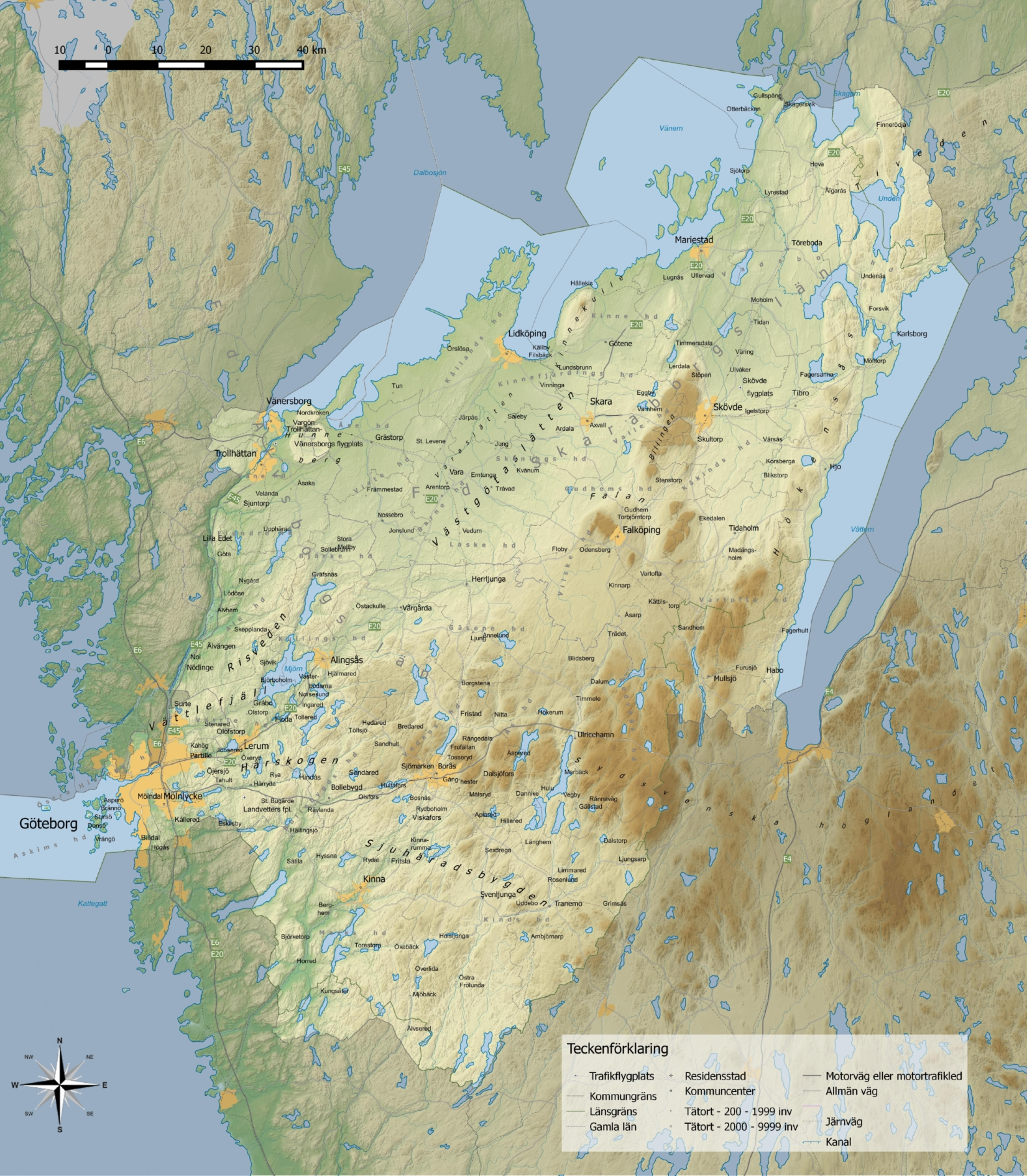
Västergötland térképe

- Legmagasabb hegycsúcs:  Galtåsen – 362 méter
- Nemzeti parkok: Tiveden, Djurö

## Címer
A címert 1560-ban, I. Vasa Gusztáv temetésekor kapta. A tartomány hercegség is, ezért hercegi korona is látható a címeren.

## Külső hivatkozások
- Västergötland[halott link] – Turista információk